# Ikkei Watanabe
Ikkei Watanabe (渡辺いっけい?, Watanabe Ikkei; Toyokawa, 27 ottobre 1962) è un attore giapponese.
Dopo aver frequentato la scuola d'arte ad Osaka si è laureato presso la facoltà di lettere; è sposato con la doppiatrice Hazuki Momma. Ha partecipato fin dai primi anni '90 a tutta una serie di pellicole cinematografiche e serie televisive in formato dorama, affiancando molti attori idol maschili tra cui Jun Matsumoto, Kazuya Kamenashi, Yamapi e Ryōsuke Yamada.

## Televisione
- LIMIT (TV Tokyo, 2013)
- Galileo 2 (Fuji TV, 2013)
- Nobunaga no chef (TV Asahi / 2013) - ep.6
- Sousa Chizu no Onna (TV Asahi, 2012)
- Doku (Poison) (YTV, 2012)
- Magma (WOWOW, 2012)
- Yo nimo Kimyo na Monogatari 2012 Watage Otoko (Fuji TV, 2012)
- Stepfather Step (TBS, 2012)
- Seinaru Kaibutsutachi (TV Asahi, 2012)
- Strawberry Night (Fuji TV, 2012)
- Mou Yuukai Nante Shinai (Fuji TV, 2012)
- Karyu no Utage (NHK, 2011)
- Hanazakari no kimitachi e (2011) (Fuji TV, 2011)
- Strawberry Night SP (Fuji TV, 2010)
- Yokoyama Hideo Suspense (WOWOW, 2010)
- Juunen Saki mo Kimi ni Koishite (NHK, 2010)
- Tsuki no Koibito (Fuji TV, 2010)
- Hidarime Tantei Eye (NTV, 2010)
- Tokujo Kabachi! (TBS, 2010)
- Ryomaden (NHK, 2010)
- Liar Game 2 (Fuji TV, 2009)
- Koshonin 2 (TV Asahi, 2009, ep1)
- Gyoretsu no 48 Jikan (NHK, 2009)
- Yako no Kaidan (TV Asahi, 2009)
- Kyoto Chiken no Onna 5 (TV Asahi, 2009)
- Kagero no Tsuji 3 (NHK, 2009)
- Door to Door (film) (TBS, 2009)
- Galileo: Episode Zero (Fuji TV, 2008)
- Kagero no Tsuji 2 (NHK, 2008)
- Naito Daisuke Monogatari (TBS, 2008)
- Yottsu no Uso (TV Asahi, 2008)
- Osen (serie televisiva) (NTV, 2008)
- Kimi Hannin Janai yo ne? (TV Asahi, 2008)
- Five (NHK, 2008)
- Ten to Chi to (TV Asahi, 2008)
- Hanochi (TV Asahi, 2007)
- Kyoto Chiken no Onna 4 (TV Asahi, 2007)
- Galileo (serie televisiva) (Fuji TV, 2007)
- Asakusa Fukumaru Ryokan 2 (TBS, 2007)
- Ikiru (TV Asahi, 2007)
- Kagero no Tsuji (NHK, 2007)
- Gyokuran (TV Asahi, 2007)
- Seito Shokun! (TV Asahi, 2007)
- Liar Game (Fuji TV, 2007)
- Mama ga Ryori wo Tsukuru Wake (Fuji TV, 2007)
- Haken no Hinkaku (NTV, 2007, ep2-3)
- Asakusa Fukumaru Ryokan (TBS, 2007)
- Byakkotai (film) (TV Asahi, 2007)
- Niji wo Kakeru Ouhi (Fuji TV, 2006)
- Yonimo Kimyona Monogatari Kazoku Kaigi (Fuji TV, 2006)
- Yuuki (NTV, 2006)
- Dr. Koishi no Jiken Chart 2 (Fuji TV, 2006)
- Kyoto Chiken no Onna 3 (TV Asahi, 2006)
- Tokumei! Keiji Don Game (TBS, 2006)
- Satomi Hakkenden (TBS, 2006)
- Chakushin Ari (TV Asahi, 2005)
- Kaze no Haruka (NHK, 2005)
- Akai Unmei (TBS, 2005)
- Kyoto Chiken no Onna 2 (TV Asahi, 2005)
- 87% (NTV, 2005)
- Yoshitsune (NHK, 2005)
- Kurokawa no Techo (TV Asahi, 2004)
- Zukkoke Sanningumi (NHK, 2004)
- Rikon Bengoshi SP (Fuji TV, 2004)
- Ooku Dai-ishou (Fuji TV, 2004)
- Omiai Hourouki (NHK, 2002)
- Hikari to tomo ni (NTV, 2004)
- Lion Sensei (NTV, 2003)
- Kyoto Chiken no Onna (TV Asahi, 2003)
- Hitonatsu no Papa e (TBS, 2003)
- Kimi wa Petto (TBS, 2003)
- Bijo ka Yajuu (Fuji TV, 2003)
- Tengoku no Daisuke e (NTV, 2003)
- Mayonaka no Ame (TBS, 2002)
- Trick 2 (TV Asahi, 2002)
- Pretty Girls (TBS, 2002)
- Kisarazu Cat's Eye (TBS, 2002)
- Sayonara, Ozu Sensei (Fuji TV, 2001)
- Kyumei Byoto 24 Ji 2 (Fuji TV, 2001)
- Tengoku ni Ichiban Chikai Otoko 2 (TBS, 2001)
- Onmyouji (NHK, 2001, ep4)
- Rocket Boy (Fuji TV, 2001)
- Kasouken no Onna (TV Asahi, 1999)
- Joi (NTV, 1999)
- Tengoku ni Ichiban Chikai Otoko (TBS, 1999)
- Nanisama! (TBS, 1998)
- Fukigen na Kajitsu (TBS, 1997)
- Kin no Tamago (TBS, 1997)
- Kimi ga Jinsei no Toki (TBS, 1997)
- Dear Woman (TBS, 1996)
- Campus Note (TBS, 1996)
- Chonan no Yome 2 ・ Jikka Tengoku (TBS, 1995)
- Hitonatsu no Love Letter (TBS, 1995)
- Kagayaku Toki no Naka de (Fuji TV, 1995)
- Watashi no Unmei (TBS, 1994)
- Tekireiki (TBS, 1994)
- Hirari (NHK, 1992)

### Cinema
- Liar Game: Reborn - (2012) - Mitsuo Tanimura
- Liar Game - The Final Stage (2010) - Mitsuo Tanimura
- Castle Under Fiery Skies (2009)
- Yogisha X no kenshin (2008)
- Taiikukan Baby (2008)
- Doukyusei (2008)
- Always: Sunset on Third Street 2 (2007)
- Kisarazu Cat's Eye: World Series (2006) - Utchi's father
- Shichinin no tomurai (2005) - Koichi Kawahara, father of Junpei
- Kisarazu Cats Eye: Nihon Series (2003) - Utchi, 30 years later / Utchi's father
- Muscle Heat (2002) - Asakura
- Ultraman Cosmos: First Contact (2001) - Officer Shigemura
- A Tender Place (2001) - Michihiro Moriwake
- Persona (2000) - Mamoru Yaba
- Love & Pop (1998) - Kobayashi
- Parasite Eve (1997)
- Kurepu (1993) - Takazawa

### Doppiatore
- Infinity Strash - Dragon Quest: The Adventure of Dai (2023) - Bartos
- Dragon Quest: L'avventura di Dai (2020-2022) - Bartos